# Bobří potok
Bobří potok är ett vattendrag i Tjeckien. Det ligger i den norra delen av landet, 60 km norr om huvudstaden Prag.